# Мольба (фильм)
«Мольба» — драматический художественный фильм 1967 года производства киностудии Грузия-фильм. Первый фильм в режиссёрской трилогии («Мольба» — «Древо желания» — «Покаяние»). Съёмки проходили в высокогорном ингушском селении Эрзи — родине героя поэмы Джохолы:97.

## Сюжет
Романтическая драма снята по мотивам поэм грузинского поэта Важи-Пшавелы «Алуда Кетелаури» и «Гость и хозяин».
В философских притчах, обрамляющих поэмы, говорится об отношении Поэта к добру и злу, о необходимости борьбы со злом, претендующим на власть над людьми, над Поэтом.
Гибель героев, рыцарей истины и добра, приводит Поэта к мысли о непобедимости зла. Устав от борьбы и лишений, Поэт складывает оружие. И тогда к нему приходят все его любимые герои. Они гасят свечи в чаше с пивом — ритуальный хевсурский жест, означающий отречение. И только увидев, какие несчастья и беды несёт за собой отказ от борьбы со злом, Поэт вновь берёт в руки оружие.

## В ролях
- Спартак Багашвили — Хвтисия — Поэт
- Русудан Кикнадзе — Дева
- Рамаз Чхиквадзе — Мацили
- Тенгиз Арчвадзе — Алуда
- Гейдар Палавандишвили — Муцали
- Отар Мегвинетухуцеси — Джокола
- Зураб Капианидзе — Звиадаури
- Нана Кавтарадзе — Лиаза
- Гурам Пирцхалава — Ведреба
- Ираклий Учанейшвили — Муса

## Съёмочная группа
- Сценарий: Резо Квеселава, Тенгиз Абуладзе
- Режиссёр-постановщик: Тенгиз Абуладзе
- Главный оператор: Александр Антипенко
- Главный художник: Р. Мирзашвили
- Композитор: Нодар Габуния

## Призы
- Высшая премия на МКФ авторского фильма в Сан-Ремо в 1973 году.